# Gran Premio di superbike dell'Osterreichring 1990
Il Gran Premio di Superbike dell'Osterreichring 1990 è stato disputato il 1º luglio sull'Österreichring e ha visto la vittoria di Fabrizio Pirovano in gara 1, mentre la gara 2 è stata vinta da Stéphane Mertens.
Vengono ammessi alla gara 37 piloti sui 46 iscritti, ma sono solo 36 i partenti poiché durante le prove ufficiali si è infortunato il pilota italiano Giancarlo Falappa, che aveva oltretutto ottenuto il secondo miglior tempo ma che a causa di questo incidente dovrà saltare l'intera stagione di gare.

## Risultati

### Gara 1

#### Arrivati al traguardo[1]
| Pos. | Nº | Pilota               | Motocicletta | Tempo     | Griglia | Punti |
| ---- | -- | -------------------- | ------------ | --------- | ------- | ----- |
| 1º   | 4  | Fabrizio Pirovano    | Yamaha       | 37:01.515 | 15º     | 20    |
| 2º   | 2  | Stéphane Mertens     | Honda        | +0:04.034 | 1º      | 17    |
| 3º   | 11 | Robert Phillis       | Kawasaki     | +0:13.514 | 7º      | 15    |
| 4º   | 5  | Anders Andersson     | Yamaha       | +0:18.073 | 13º     | 13    |
| 5º   | 23 | Ernst Gschwender     | Suzuki       | +0:19.902 | 18º     | 11    |
| 6º   | 19 | Robert McElnea       | Yamaha       | +0:22.735 | 9º      | 10    |
| 7º   | 1  | Fred Merkel          | Honda        | +0:26.526 | 4º      | 9     |
| 8º   | 3  | Raymond Roche        | Ducati       | +0:31.522 | 3º      | 8     |
| 9º   | 8  | Baldassarre Monti    | Honda        | +0:48.827 | 5º      | 7     |
| 10º  | 35 | Daniel Amatriaín     | Honda        | +0:49.395 | 22º     | 6     |
| 11º  | 48 | Jean-Michel Mattioli | Honda        | +0:55.013 | 12º     | 5     |
| 12º  | 60 | Stefano Caracchi     | Ducati       | +1:01.823 | 14º     | 4     |
| 13º  | 76 | Mauro Ricci          | Kawasaki     | +1:03.783 | 17º     | 3     |
| 14º  | 70 | Jean-Yves Mounier    | Yamaha       | +1:36.038 | 10º     | 2     |
| 15º  | 47 | René Delaby          | Honda        | +1:46.564 | 24º     | 1     |
| 16º  | 37 | Antonio García       | Yamaha       | +1:54.874 | 37º     |       |
| 17º  | 74 | Robert Schäfli       | Honda        | +1 giro   | 32º     |       |
| 18º  | 49 | Bruno Bonhuil        | Honda        | +1 giro   | 31º     |       |
| 19º  | 63 | Mauro Mastrelli      | Ducati       | +1 giro   | 27º     |       |
| 20º  | 32 | Wolfgang Möckel      | Honda        | +1 giro   | 28º     |       |
| 21º  | 62 | Aldeo Presciutti     | Yamaha       | +1 giro   | 21º     |       |
| 22º  | 69 | Peter Granath        | Honda        | +1 giro   | 35º     |       |
| 23º  | 54 | Anton Rechberger     | Yamaha       | +1 giro   | 36º     |       |
| 24º  | 36 | Xavier Arenas        | Honda        | +1 giro   | 33º     |       |
| 25º  | 57 | Lutz Fahr            | Honda        | +1 giro   | 29º     |       |

#### Ritirati
| Nº | Pilota            | Motocicletta | Giri     | Griglia |
| -- | ----------------- | ------------ | -------- | ------- |
| 15 | Alex Vieira       | Honda        | +1 giro  | 6º      |
| 34 | Juan López Mella  | Honda        | +3 giri  | 26º     |
| 42 | Gerhard Mairhofer | Kawasaki     | +4 giri  | 30º     |
| 29 | Udo Mark          | Yamaha       | +10 giri | 16º     |
| 31 | Edwin Weibel      | Kawasaki     | +10 giri | 25º     |
| 17 | Davide Tardozzi   | Ducati       | +12 giri | 8º      |
| 9  | Jari Suhonen      | Yamaha       | +12 giri | 11º     |
| 28 | Peter Rubatto     | Yamaha       | +13 giri | 19º     |
| 46 | Anton Heiler      | Yamaha       | +13 giri | 20º     |
| 44 | Christian Zwedorn | Honda        | +13 giri | 23º     |
| 68 | Gerard Vallée     | Honda        | +15 giri | 34º     |

### Gara 2

#### Arrivati al traguardo[2]
| Pos. | Nº | Pilota               | Motocicletta | Tempo     | Griglia | Punti |
| ---- | -- | -------------------- | ------------ | --------- | ------- | ----- |
| 1º   | 2  | Stéphane Mertens     | Honda        | 30:50.971 | 1º      | 20    |
| 2º   | 3  | Raymond Roche        | Ducati       | +0:00.200 | 3º      | 17    |
| 3º   | 4  | Fabrizio Pirovano    | Yamaha       | +0:02.064 | 15º     | 15    |
| 4º   | 1  | Fred Merkel          | Honda        | +0:05.134 | 4º      | 13    |
| 5º   | 8  | Baldassarre Monti    | Honda        | +0:05.535 | 5º      | 11    |
| 6º   | 19 | Robert McElnea       | Yamaha       | +0:18.701 | 9º      | 10    |
| 7º   | 15 | Alex Vieira          | Honda        | +0:19.331 | 6º      | 9     |
| 8º   | 70 | Jean-Yves Mounier    | Yamaha       | +0:19.517 | 10º     | 8     |
| 9º   | 5  | Anders Andersson     | Yamaha       | +0:19.646 | 13º     | 7     |
| 10º  | 29 | Udo Mark             | Yamaha       | +0:19.902 | 16º     | 6     |
| 11º  | 9  | Jari Suhonen         | Yamaha       | +0:22.384 | 11º     | 5     |
| 12º  | 48 | Jean-Michel Mattioli | Honda        | +0:22.549 | 12º     | 4     |
| 13º  | 47 | René Delaby          | Honda        | +0:28.973 | 24º     | 3     |
| 14º  | 23 | Ernst Gschwender     | Suzuki       | +0:29.264 | 18º     | 2     |
| 15º  | 44 | Christian Zwedorn    | Honda        | +0:30.008 | 23º     | 1     |
| 16º  | 34 | Juan López Mella     | Honda        | +0:46.081 | 26º     |       |
| 17º  | 63 | Mauro Mastrelli      | Ducati       | +0:46.250 | 27º     |       |
| 18º  | 28 | Peter Rubatto        | Yamaha       | +0:57.307 | 19º     |       |
| 19º  | 35 | Daniel Amatriaín     | Honda        | +0:57.471 | 22º     |       |
| 20º  | 31 | Edwin Weibel         | Kawasaki     | +0:57.800 | 25º     |       |
| 21º  | 62 | Aldeo Presciutti     | Yamaha       | +1:14.890 | 21º     |       |
| 22º  | 37 | Antonio García       | Yamaha       | +1:15.512 | 37º     |       |
| 23º  | 57 | Lutz Fahr            | Honda        | +1:15.835 | 29º     |       |
| 24º  | 74 | Robert Schäfli       | Honda        | +1:28.042 | 32º     |       |
| 25º  | 36 | Xavier Arenas        | Honda        | +1:28.230 | 33º     |       |
| 26º  | 42 | Gerhard Mairhofer    | Kawasaki     | +1:28.719 | 30º     |       |
| 27º  | 32 | Wolfgang Möckel      | Honda        | +1:29.297 | 28º     |       |
| 28º  | 54 | Anton Rechberger     | Yamaha       | +1 giro   | 36º     |       |

#### Ritirati
| Nº | Pilota           | Motocicletta | Giri     | Griglia |
| -- | ---------------- | ------------ | -------- | ------- |
| 60 | Stefano Caracchi | Ducati       | +3 giri  | 14º     |
| 49 | Bruno Bonhuil    | Honda        | +4 giri  | 31º     |
| 11 | Robert Phillis   | Kawasaki     | +6 giri  | 7º      |
| 76 | Mauro Ricci      | Kawasaki     | +8 giri  | 17º     |
| 17 | Davide Tardozzi  | Ducati       | +15 giri | 8º      |
| 69 | Peter Granath    | Honda        | +15 giri | 35º     |